# Где ты, Багира?
«Где ты, Багира?» — детский художественный фильм 1977 года.

## Сюжет
Возвращаясь с друзьями из школы, Таня увидела огромного, злобно лающего сенбернара. Так началась дружба девочки и собаки Багиры…

## В ролях
| Актёр             | Роль                                   |
| ----------------- | -------------------------------------- |
| Иван Рыжов        | Василий Кузьмич                        |
| Анна Колбасова    | Таня                                   |
| Анна Васильева    | Рита                                   |
| Павел Силаков     | Толик                                  |
| Михаил Гаркавенко | Виталик                                |
| Теодор Резвой     | Федя                                   |
| Валентина Хмара   | Анна, мать Тани                        |
| Алексей Ванин     | отец Тани                              |
| Нурис Урумбаев    | ученый-гляциолог, кандидат наук        |
| Багира            | сенбернар Марта (владелец Якушев Е.В.) |

## Съёмочная группа
- Автор сценария: Леонид Браславский
- Режиссёр: Владимир Левин
- Оператор: Владимир Кромас
- Художник: Александр Токарев
- Звукооператор: Анатолий Нетребенко[укр.]

## Награды
- Специальный приз кинофестиваля «Молодость», Киев, 1977 г.
- Приз за лучшую детскую роль на ВКФ в Риге, 1977 г.
- Специальный приз МКФ в Джиффони, 1980 г.[1]